# 安迪·格兰达
安迪·格兰达（西班牙語：Andy Granda，1992年2月4日—），古巴男子柔道运动员，2019年泛美运动会男子100公斤以上级金牌得主、2022年世界柔道锦标赛男子100公斤以上级金牌得主、2023年泛美运动会男子100公斤以上级和混合团体金牌得主。